# Erm muntanyès d'Etiòpia
L'erm muntanyés d'Etiòpia és una ecorregió de la ecozona afrotropical, definida per WWF, que ocupa les zones de més elevades del massís Etíop, a Etiòpia. És la regió afromontana més extensa d'Àfrica. Juntament amb l'ecoregió de prada muntanyesa i mont alt d'Etiòpia forma la regió del massís Etíop, inclosa en la llista Global 200 del WWF.

## Descripció
És una ecoregió de prada de muntanya que ocupa 25.200 quilòmetres quadrats repartits en diversos enclavaments en Etiòpia, per sobre dels 3.000 msnm, sobre la Prada muntanyesa i mont alt d'Etiòpia.
Les dades sobre el clima són escasses. Les precipitacions anuals varien entre uns 2.500 mm en el sud-oest, amb només dos mesos d'estació seca, i 1.000 mm en el nord, on l'estació seca dura fins a deu mesos. Les gelades són freqüents, sobretot a l'hivern, de novembre a març.

## Flora
La seva vegetació, dita wurch, consisteix en prades i erms amb abundants plantes herbàcies i arbustos, com l'hipèric Hypericum revoltum. Les espècies arbustives dominants en l'erm són el bruc blanc (Erica arborea) i Philippia; entre els arbustos creixen escasses plantes. En les zones pantanoses abunda el càrex Carex monostachya.
En conjunt, la vegetació és intermèdia entre la flora muntanyesa de l'ecozona afrotropical i la de la paleàrtica.
El gegantisme és comú entre les plantes. Una espècie distintiva és la lobelia gegant Lobelia rynchopetalum, que arriba a una altura de sis metres en la floració.
Totes les plantes presenten adaptacions per a reduir la transpiració, com fulles gruixudes, menudes o tiroses.

## Fauna
Entre els mamífers destaquen la cabra salvatge d'Etiòpia (Capra walie), en gravíssim perill d'extinció, el nyala de muntanya (Tragelaphus buxtoni), l'antílop saltarocs (Oreotragus oreotragus), el gelada (Theropithecus gelada) i el damà del Cap (Procavia capensis). Abunden els rosegadors i les musaranyes.

## Protecció
- Parc Nacional de Simen
- Parc Nacional de les Muntanyes de Bele